# Contraloría General de la República (Venezuela)
La Contraloría General de Venezuela es un órgano que tiene autonomía funcional, administrativa y organizativa que pertenece al Poder Ciudadano. Se encarga de velar por la transparente administración del patrimonio público del Estado venezolano. Está bajo la responsabilidad del Contralor General de la República, elegido por la Asamblea Nacional para un período de 7 años.
En 1938, fue fundada la Contraloría General de la Nación por la Ley Orgánica de la Hacienda Nacional. Con la reforma constitucional de 1947, adquirió rango constitucional, y con la Constitución de 1961, pasó a denominarse Contraloría General de la República.

## Historia
Los primeros indicios de este órgano de fiscalización de la administración de los bienes públicos se remontan al año de 1529, cuando se crea la Real Hacienda de Venezuela. Según se expone en la reseña histórica de la contraloría, se cuenta que una de las figuras más representativas del organismo de la época era un arca que contenía los bienes que se debían enviar a la Corona Española, llamada El Arca de Las Tres Llaves. Este cofre, como su nombre lo indica, requería de la apertura de tres cerraduras para ser abierto, cuyas llaves eran custodiadas por tres funcionarios que, en conjunto, abrían el cofre. En tal sentido, se sostiene que, de esta historia, se remonta el origen del particular símbolo de las tres llaves que actualmente identifica al organismo. 
Siglos después, en 1935, al inicio de la presidencia del general Eleazar López Contreras, surge un debate sobre la modernización del Estado. Es así como el 21 de febrero de 1936, López Contreras, a través de su programa de gobierno, presenta los lineamientos que dieron base a la creación de la Contraloría General de la República. Posteriormente, el 15 de julio de 1938, se crea la Contraloría General mediante la Ley Orgánica de Hacienda Nacional.

### Contralores
| Contralores Generales de Venezuela |             |                                                |
| Orden                              | Período     | Nombre                                         |
| 1                                  | 1938 - 1941 | Gumersindo Torres                              |
| 2                                  | 1941 - 1945 | José Encarnación Serrano                       |
| 3                                  | 1945 - 1947 | Régulo Olivares                                |
| 4                                  | 1947 - 1949 | Germán Herrera Umérez                          |
| 5                                  | 1949 - 1950 | Carlos Sosa Rodríguez                          |
| 6                                  | 1950 - 1953 | Pedro Bacalao Silva                            |
| 7                                  | 1953 - 1958 | Luis Eduardo Chataing                          |
| 8                                  | 1958 - 1969 | Luis Antonio Pietri                            |
| 9                                  | 1969 - 1974 | Manuel Vicente Ledezma                         |
| 10                                 | 1974 - 1976 | José Muci Abraham Mendoza                      |
| 11                                 | 1976 - 1979 | José Andrés Octavio                            |
| 12                                 | 1979 - 1984 | Manuel Rafael Rivero                           |
| 13                                 | 1984 - 1986 | Ricardo L. Sillery López de Ceballos           |
| 14                                 | 1986 - 1994 | José Ramón Medina Elorga                       |
| 15                                 | 1994 - 1999 | Eduardo Roche Lander                           |
| 16                                 | 1999 - 2011 | Clodosbaldo Russián                            |
| 17                                 | 2011 - 2014 | Adelina González                               |
| 18                                 | 2014 - 2018 | Manuel Enrique Galindo Ballesteros             |
| 19                                 | 2018 - 2023 | Elvis Amoroso (designado por AN Constituyente) |
| 20                                 | 2023 - 2024 | Jhosnel Peraza Machado                         |
| 21                                 | Desde 2024  | Gustavo Vizcaíno                               |

## Funciones
- La Contraloría se rige por la Ley Orgánica de la Contraloría general de la República, publicada en al Gaceta oficial N° 6013 de 2010.[3]
- Controlar la Deuda Pública sin perjuicio de las facultades que se atribuyan a otros órganos.
- Inspeccionar y fiscalizar los órganos, entidades y personas jurídicas del sector público.
- Instar al fiscal general de la República a que ejerza acciones judiciales a que hubiera motivo de infracción o delitos cometidos contra el patrimonio público.

### Ámbito de Control
- Banco Central de Venezuela.
- Institutos autónomos nacionales, estadales, distritales y municipales.
- Órganos y entidades en los Territorios Federales y Dependencias Federales.
- Órganos y entidades locales previstas en la Ley Orgánica de Régimen Municipal.
- Poder Público Distrital.
- Poder Público Estadal.
- Poder Público Municipal
- Poder Público Nacional.
- Universidades públicas.
- Instituciones, fundaciones, asociaciones y personalidades conexas a los organismos mencionados anteriormente.